# 2005年歐洲電影獎
第十八屆歐洲電影獎在西元2005年12月3日，於德國柏林盛大舉行，最大贏家為米開耳·韓內克（Michael Haneke）之《隱藏攝影機》（Caché），得到四項大獎。

## 得獎名單
- 最佳影片：《隱藏攝影機》（Caché），導演：米開耳·韓內克
- 最佳導演：米開耳·韓內克
- 最佳女主角：Julia JENTSCH，《帝國大審判》（Sophie Scholl : Die letzten Tage）
- 最佳男主角：Daniel AUTEUIL，《隱藏攝影機》
- 最佳劇本：Hany ABU-ASSAD 跟 Bero BEYER，《天堂此時》（Paradise Now）
- 最佳攝影：Franz LUSTIG，《別來敲門》（Don't Come Knocking）
- 最佳電影音樂：Rupert GREGSON-WILLIAMS 與 Andrea GUERRA，《盧安達飯店》（Hotel Rwanda）
- 最佳剪接：Michael HUDECEK 跟 Nadine MUSE，《隱藏攝影機》
- 最佳場景：Aline BONETTI，《未婚妻的漫長等待》（Un long dimanche de fiançailles）
- 最佳非歐洲電影獎（國際視野獎）：《晚安，祝你好運》（Good Night, and Good Luck），導演：George CLOONEY
- 最佳電影評論：Michael HANEKE 之《隱藏攝影機》

## 年度發掘 (Fassbinder-Preis)
- Jakob THUESEN，作品：Anklaget（丹麥）

## 最佳紀錄片獎（Prix Arte – 歐洲紀錄片獎）
- Nino KIRTADZE，作品：《高加索純水裡的一條龍》（Un dragon dans les eaux pures du Caucase）（法國）

## 最佳短片獎（Prix UIP – 歐洲短片獎）
- Ken WARDROP，作品：《褪去母親衣裳》（Undressing My Mother）（愛爾蘭）

## 歐洲公眾獎 (Jameson People's Choice Award)
- 最佳導演獎： Marc ROTHEMUND，《帝國大審判》（Sophie Scholl : Die letzten Tage）
- 最佳男演員： 奥兰多·布鲁姆，《王者天下》（Kingdom of Heaven）
- 最佳女演員： Julia JENTSCH，《帝國大審判》（Sophie Scholl : Die letzten Tage）

## 歐洲電影學院生命成就獎
- Sir Sean CONNERY（英國）

## 世界電影歐洲成就獎
- Maurice JARRE（法國）

## 連結
- 歐洲電影獎官方網站（页面存档备份，存于）